# 궁수자리 키1
궁수자리 키1(χ1 Sgr)은 궁수자리 방향에 있는 쌍성계이다. 계를 이루는 구성원 둘은 합쳐서 +5.03의 밝기로 빛나며 이는 맨눈으로 관측시 어둡게 보이는 수준이다. 연주시차 12.95 밀리초각으로 구한 이 별까지의 거리는 약 252 광년이다. 궁수자리 키1은 초당 43.4 킬로미터의 속도로 태양계와 가까워지고 있다.
키1계를 구성하는 두 별은 5.72년을 주기로 서로를 돌고 있으며 공전 궤도 이심률은 0.710, 두 별 사이 긴반지름의 각거리는 69 밀리초각이다. 주성 A는 A형 항성으로 스펙트럼으로 구한 분광형은 A3/5 IV/V이다. 헬무트 앱트는 A를 분광형 kA5hF0VmF0의 Am 별로 분류했다. 이 표기의 의미는 A가 칼슘 K선들을 보이는 A5 항성과, 수소 및 금속선들을 보이는 F0 항성의 성질을 겸비하고 있음을 나타낸다. A의 나이는 3억 9300만 년이며 초당 54 킬로미터의 속도로 자전하고 있다. A의 질량은 태양의 1.6배이며 광구의 유효 온도는 7859 켈빈으로 태양의 42.9 배 에너지를 복사하고 있다.